# Michael Zheng
Michael Zheng (ur. 27 stycznia 2004 w Chesapeake) – amerykański tenisista.

## Kariera tenisowa
W 2021 zadebiutował w cyklu ITF Men’s Circuit, a w 2023 w turnieju głównym ATP Challenger Tour.
Startując w rozgrywkach juniorów, Michael Zheng w 2022 roku osiągnął finał Wimbledonu w grze pojedynczej chłopców. W finałowym meczu przegrał z Chorwatem Milim Poljičakiem.
W rankingu gry pojedynczej najwyżej był na 871. miejscu (15 sierpnia 2022), a w zestawieniu gry podwójnej na 1445. pozycji (30 stycznia 2023).

### Finały juniorskich turniejów wielkoszlemowych

#### Gra pojedyncza (0–1)
| Końcowy wynik | Nr | Data          | Turniej           | Nawierzchnia | Przeciwnik    | Wynik finału   |
| ------------- | -- | ------------- | ----------------- | ------------ | ------------- | -------------- |
| Finalista     | 1. | 10 lipca 2022 | Wimbledon, Londyn | Trawiasta    | Mili Poljičak | 6(2):7, 6(3):7 |